# CKデザイン
CKデザイン（有限会社シイケイデザイン）は、日本の企業。東京都武蔵野市に本社を構え、研究型のアトリエが調布市にある。

## 概要
1980年に二輪車設計事務所として創業、1987年に法人として設立。1992年には自社開発の車両を製造し、オートバイメーカーとしても活動。
ホンダ製の単気筒エンジンを搭載する「ホレックス644オスカ ( Horex644OSCA )」、未組み立てのキット商品として販売される「仔猿 (ko-zaru)」シリーズ、などを製造販売している。

## 主な製品
- Horex 644 OSCA
- Venus Roma
- ko-zaru
- mobi･chair（モビ・チェア）